# 福住順弘
福住 順弘（ふくずみ としひろ）は、戦国時代の武将。大和国の武将・筒井順慶の叔父。福住城主。名字は福須美とも書かれる。

## 生涯
『和州諸将軍伝』によると筒井順興の子で福須美氏（福住氏）の養子になったといい、福住宗職の嗣子とされる。
福住氏は春日社の国民で、筒井氏が刀禰を務める戌亥脇党の一員。東山内（大和高原）の中央部西側に位置する福住郷を本拠とし、福住城を本拠とした。室町時代には筒井順覚の子・五郎や筒井昭覚の子・某が福住氏の養子となっている。
天文19年（1550年）6月、筒井順昭が死去するとその子・順慶の後見を福住宗職が務めた。弘治3年（1557年）2月に順慶の叔父の順政が河内守護・畠山高政との間で祝言を挙げているが、筒井家では河内と結びつこうとする順政派と興福寺を重視する福住宗職派の対立があったとされ、同年12月、宗職派の圧力を受けた順慶は大和を出て畠山氏の実力者・安見宗房の居城である河内の飯盛山城へと入った。翌永禄元年（1558年）2月、順慶は宗房とともに奈良に入り春日社に参詣。同年11月、順慶は河内守護代・遊佐氏の娘婿となっている。この頃より順政が順慶を後見するようになっており、永禄2年（1559年）6月に宗職は出家した（「舟橋家文書」）。同年8月、宗房と敵対する三好長慶の家臣・松永久秀が大和に侵攻を開始し、筒井城を奪われた順慶と順政は椿尾上城へと退いた。この侵攻に際し、筒井与党である戌亥脇衆や超昇寺氏らが久秀の軍勢を引き入れており、福住氏も久秀に味方していた（「大乗院家奉行方引付」）。背景には宗房と結んで勢力を伸ばそうとする筒井氏への反発があったものとみられる。
永禄9年（1566年）6月に順慶は筒井城を取り戻したが、永禄11年（1568年）10月8日、将軍・足利義昭と織田信長の援軍を受けた松永久秀により再度筒井城を奪われた。永禄12年（1569年）には福住氏も在所を追われており、その闕所地は久秀の家臣・山口秀勝に与えられている。
元亀2年（1571年）6月、順慶は足利義昭の養女を娶り、同年8月、辰市城での戦いで松永方を破って筒井城を取り戻した。天正4年（1576年）5月、順慶は信長より大和支配を認められ、天正9年（1581年）9月の信長による伊賀攻略の際は、福住氏が筒井氏の大将として大和南方の衆を率い名張に討ち入っている（『多聞院日記』）。
天正11年（1583年）12月、羽柴秀吉の命により筒井氏の内衆11人に知行が与えられたが、その11人には「福住」も含まれた（『多聞院日記』）。
この後、天正12年（1584年）8月に順慶が死去。養子として跡を継いだ定次は天正13年（1585年）閏8月に伊賀へ国替えとなり、慶長13年（1608年）改易。慶長20年（1615年）、大坂冬の陣で豊臣家に内通したとして嫡子・順定とともに自害させられた。
一方、順弘の二男にも順慶の養子となったという筒井順斎がおり、大和国福住で5,000石を領したという。順斎の子・正次は、慶長20年（1615年）の大坂の陣の際に郡山城を守備するも、守り切れずに自害（郡山城の戦い）。その跡を子の正信が継ぎ、大和の知行地は失ったものの以後旗本として続いた。子孫に日露和親条約の交渉に当たった筒井政憲がいる。